# Brachymenium speciosum
Brachymenium speciosum là một loài Rêu trong họ Bryaceae. Loài này được (Hook. & Wilson) Steere mô tả khoa học đầu tiên năm 1948.